# アゼルバイジャン共産党
アゼルバイジャン共産党（アゼルバイジャンきょうさんとう、アゼルバイジャン語: Азәрбајҹан Коммунист Партијасы / Azərbaycan Kommunist Partiyası, ロシア語: Коммунистическая партия Азербайджана）とは、ソビエト連邦を構成したアゼルバイジャン・ソビエト社会主義共和国の与党であった政党で、ソビエト連邦共産党の支部の一つである。

## 歴史
1920年2月12日に、ヒンメト、アダーラト、アーラー党、バクー・ボリシェヴィキが合同し、アゼルバイジャン共産党を結成した。同年4月1日には、アゼルバイジャン民主共和国の第5代内閣が総辞職し、全権力を共産党へと移譲し民主共和国は消滅した。その後1991年9月16日に活動を禁止されるまで、アゼルバイジャン・ソビエト社会主義共和国の与党として永らく君臨した。

## 歴代アゼルバイジャン共産党第一書記
| 代 | 名前                         | 就任           | 辞任           |
| -- | ---------------------------- | -------------- | -------------- |
| 1  | ミルザ・ダヴド・グセイノフ   | 1920年2月12日  | 1920年7月23日  |
| 2  | ヴィクトル・ナネイシュヴィリ | 1920年7月23日  | 1920年9月8日   |
| 3  | エレーナ・スターソヴァ       | 1920年9月9日   | 1920年9月15日  |
| 4  | ラド・ドゥンバゼ             | 1920年9月15日  | 1920年10月16日 |
| 5  | グリゴリー・カミンスキー     | 1920年10月24日 | 1921年7月24日  |
| 6  | セルゲイ・キーロフ           | 1921年7月      | 1926年1月      |
| 7  | レヴォン・ミルゾヤン         | 1926年1月21日  | 1929年7月11日  |
| 8  | ニコライ・ギカロ             | 1929年8月5日   | 1930年8月      |
| 9  | ウラジーミル・ポロンスキー   | 1930年8月5日   | 1933年2月7日   |
| 10 | ルーベン・ルベノフ           | 1933年2月7日   | 1933年12月10日 |
| 11 | ミル・ジャファル・バギロフ   | 1933年12月10日 | 1953年4月18日  |
| 12 | ミル・テイムル・ヤクボフ     | 1953年4月6日   | 1954年2月12日  |
| 13 | イマム・ムスタファエフ       | 1954年2月16日  | 1959年7月8日   |
| 14 | ヴェリ・アフンドフ           | 1959年7月10日  | 1969年7月14日  |
| 15 | ゲイダル・アリエフ           | 1969年7月14日  | 1982年12月3日  |
| 16 | キャムラン・バギロフ         | 1982年12月3日  | 1988年5月21日  |
| 17 | アブドゥラフマン・ヴェジロフ | 1988年5月21日  | 1990年1月25日  |
| 18 | アヤズ・ムタリボフ           | 1990年1月25日  | 1991年9月14日  |